# Карло Белони
Карло Белони (Љевице, Словачка, 1812 — Београд, 1881) био је први начелник српског војног санитета.
Медицину је завршио у Пешти. У Србију је дошао 1836, где је служио као војни и варошки лекар у Чачку, Карановцу, Крагујевцу, Ћуприји, Јагодини и Београду до пензионисања 1877.
Израдио је и увео основне прописе војносанитетске службе у српску војску. Његови необјављени Мемоари послужили су као документарни материјал Владану Ђорђевићу за њенову Историју српског војног санитета.
Додељен му је Орден Таковског крста.